# 斯唐厄峽灣
73°10′S 76°40′W / 73.167°S 76.667°W
斯唐厄峽灣是南極洲的海灣，長約110公里、寬約46公里，西面是斯邁利島和凱斯島，東面是斯帕茨島，該海灣由美國的探險隊命名。